# Элини
Элини (итал. Elini) — коммуна в Италии, располагается в регионе Сардиния, в провинции Нуоро.
Население составляет 561 человек (30-6-2019), плотность населения составляет 52,68 чел./км². Занимает площадь 10,65 км². Почтовый индекс — 8040. Телефонный код — 0782.
Покровителем коммуны почитается святой Гавин, празднование 25 октября.

## Демография
Динамика населения:

## Администрация коммуны
- Официальный сайт: http://www.comunedielini.it/